# Georg Ratzinger (presbitero)

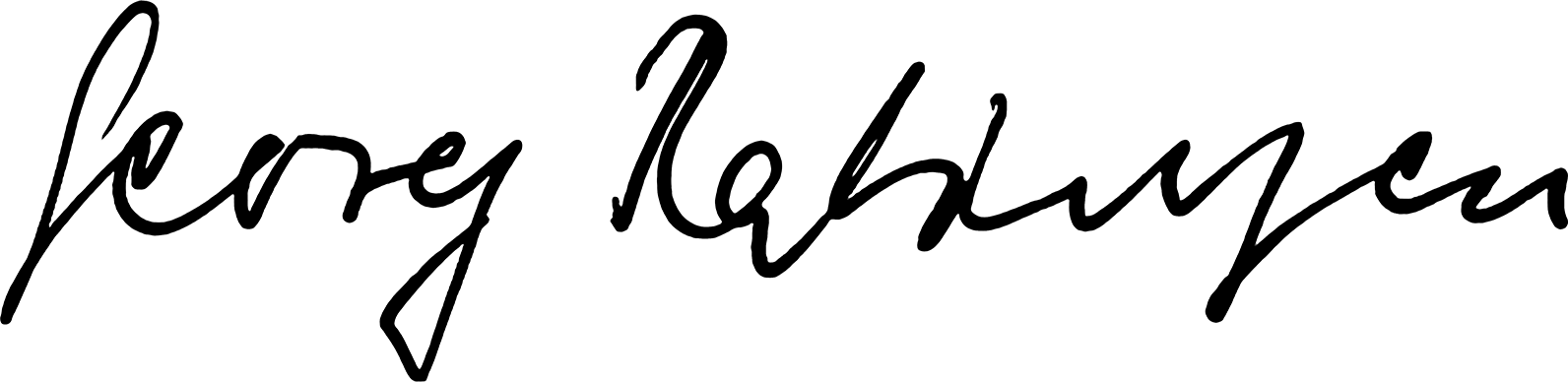
Firma di mons. Georg Ratzinger

Georg Ratzinger (Pleiskirchen, 15 gennaio 1924 – Ratisbona, 1º luglio 2020) è stato un presbitero, organista e direttore di coro tedesco.

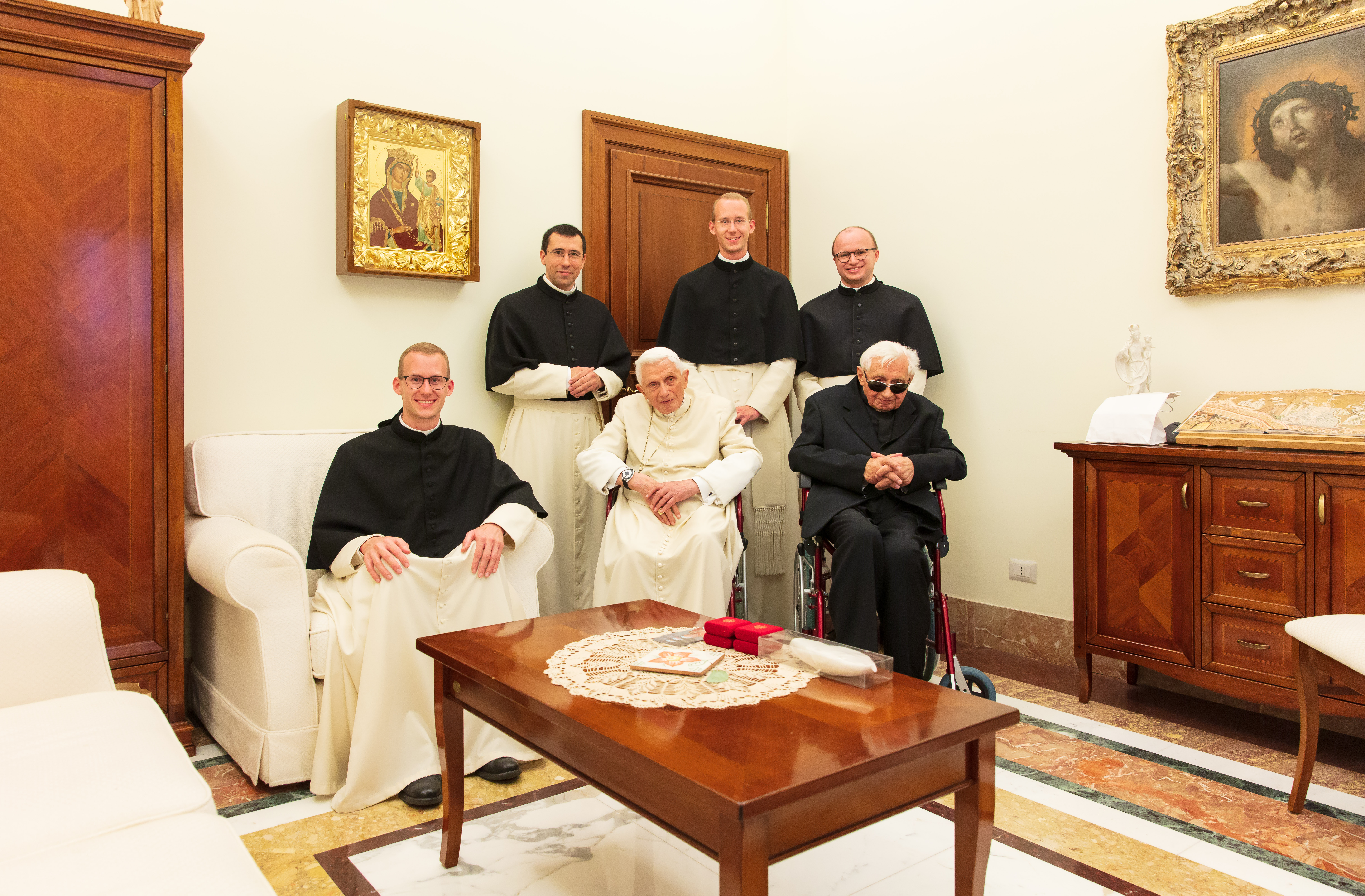
Georg Ratzinger in visita a suo fratello Joseph (Benedetto XVI) nel 2019.

Era il fratello maggiore di Benedetto XVI (1927-2022) e pronipote dell'omonimo politico tedesco del XIX secolo Georg Ratzinger.

## Biografia
Georg Ratzinger nacque a Pleiskirchen, in Baviera, il 15 gennaio 1924, primo figlio maschio di Maria Rieger (1884-1963) e  Joseph Ratzinger senior (1877-1959). Aveva anche una sorella maggiore di nome Maria (1921-1991). Iniziò a suonare l'organo in chiesa già dall'età di undici anni. Nel 1935 entrò nel seminario minore di Traunstein, dove maturò la sua istruzione musicale. Nel 1935 fu aiutante in un negozio di pellicce. Nel 1942 Ratzinger venne coscritto nel Reichsarbeitsdienst e, in seguito, nella Wehrmacht, con la quale combatté anche in Italia. Catturato dagli Alleati nel marzo del 1945, venne detenuto come prigioniero militare a Napoli e rilasciato nel giugno seguente.
Nel 1947, assieme al fratello Joseph, entrò nel seminario Herzogliches Georgianum di Monaco di Baviera, da dove uscirono entrambi nel 1951, ordinati sacerdoti. Ratzinger completò i suoi studi musicali nel 1957, divenendo maestro di cappella a Traunstein. In seguito, nel 1964, divenne direttore del coro della cattedrale di Ratisbona noto come Regensburger Domspatzen, che diresse fino al 1994.
Alla guida del coro di voci bianche e del coro a voci virili della cattedrale di Ratisbona, il maestro Ratzinger ha effettuato centinaia di concerti in tutto il mondo, partecipando a rassegne corali internazionali di musica sacra negli Stati Uniti, in Scandinavia, Canada, Taiwan, Giappone, Irlanda, Polonia, Ungheria, Italia e nella Città del Vaticano, oltre alle numerosissime esibizioni in tutta la Germania e nella vicina Austria. Alla guida dello stesso coro effettuò numerose incisioni per Deutsche Grammophon, Ars Musici ed altre importanti etichette discografiche con corpose produzioni dedicate a Bach, Mozart, Schütz, Mendelssohn e molti altri ancora.
Nel 1967 venne nominato monsignore e, nel 1993, protonotario apostolico soprannumerario. Diresse i Regensburger Domspatzen in numerose occasioni importanti: alla presa di possesso del titolo di arcivescovo di Monaco da parte del fratello Joseph, nelle visite della regina d'Inghilterra Elisabetta II (1978), di papa Giovanni Paolo II (1980), in occasione del summit della NATO del 1982. Nel 1981 è stato insignito del titolo di Bundesverdienstkreuz della Repubblica Federale di Germania.
Il 19 maggio 2005, esattamente 1 mese dopo il conclave del 2005 che vide l'elezione di suo fratello Joseph come nuovo papa – scelse come nome Benedetto XVI – successore di Papa Giovanni Paolo II, fu insignito dell'onorificenza austriaca di Croce d'onore di prima classe per la scienza e l'arte.
Il 21 agosto 2008 il sindaco di Castel Gandolfo gli conferì, nel Palazzo Pontificio, la cittadinanza onoraria della piccola cittadina castellana.
Morì il 1º luglio 2020 a 96 anni a Ratisbona, dopo mesi di malattia. Il precedente 18 giugno, visto l'aggravamento delle condizioni di salute, nonostante le difficoltà motorie, suo fratello Benedetto XVI, papa emerito, aveva viaggiato da Roma per fargli visita per cinque giorni. I solenni funerali furono celebrati l'8 luglio alle ore 10 nella cattedrale di Ratisbona dal vescovo Rudolf Voderholzer; successivamente la salma fu tumulata nella tomba dei canonici della cattedrale nel cimitero cattolico inferiore della città.

## Ascendenza

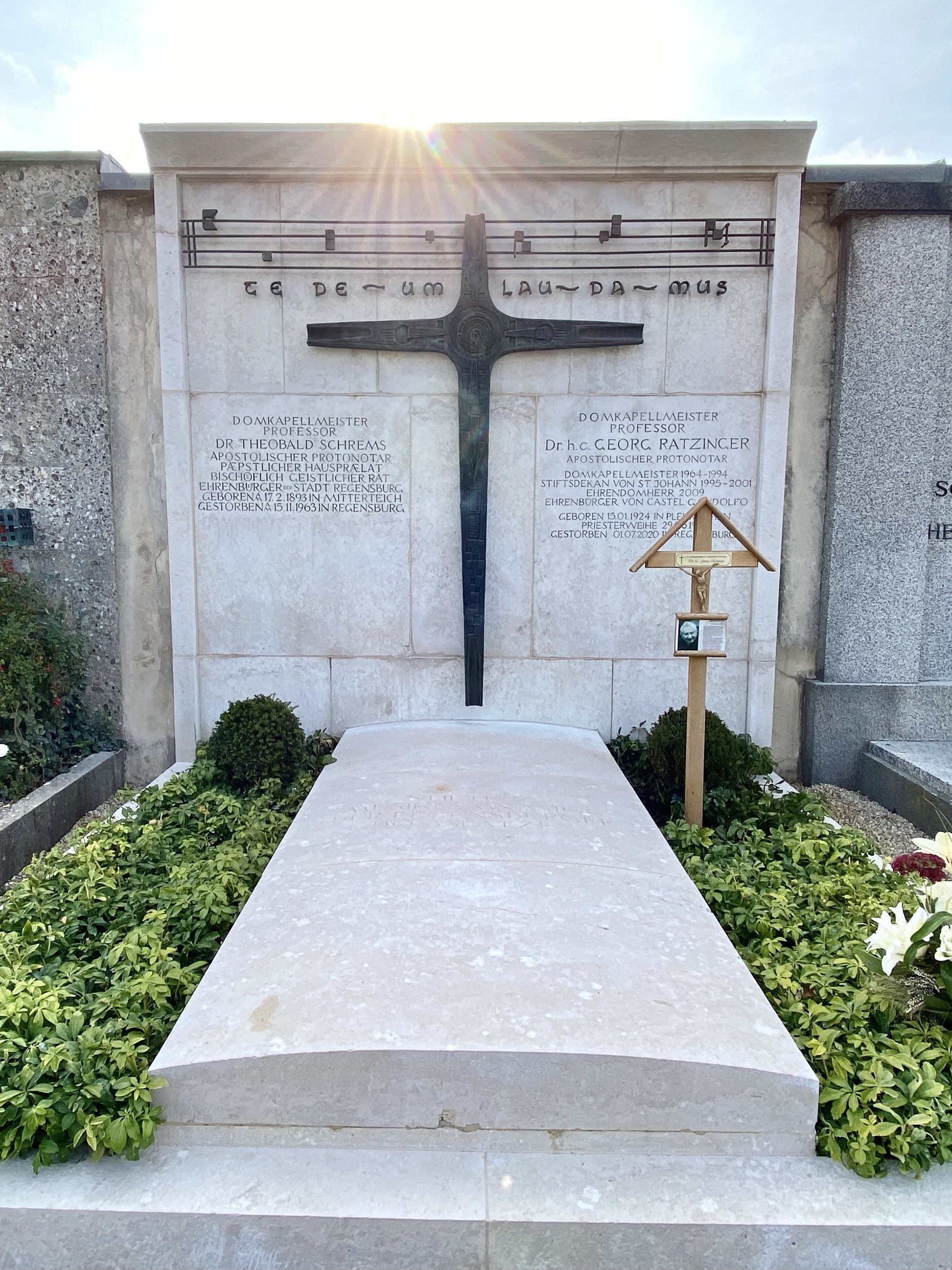
Tomba di Georg Ratzinger nel cimitero cattolico inferiore di Ratisbona

|                  |               |                   | Genitori               |  |  | Nonni            |  |  | Bisnonni               |  |
|                  |               |                   |                        |  |  | Joseph Ratzinger |  |  | Johann Georg Ratzinger |  |
|                  |               |                   |                        |  |  | Joseph Ratzinger |  |  | Johann Georg Ratzinger |  |
|                  |               | Barbara Perlinger |                        |  |  | Joseph Ratzinger |  |  |                        |  |
| Joseph Ratzinger |               |                   |                        |  |  | Joseph Ratzinger |  |  |                        |  |
|                  |               | Katharina Schmied | Johann Schmied         |  |  |                  |  |  |                        |  |
|                  |               | Katharina Schmied | Johann Schmied         |  |  |                  |  |  |                        |  |
|                  |               | Katharina Schmied | Margaretha Fleck       |  |  |                  |  |  |                        |  |
| Georg Ratzinger  |               | Katharina Schmied |                        |  |  |                  |  |  |                        |  |
|                  | Isidor Rieger | Johann Reiß       |                        |  |  |                  |  |  |                        |  |
|                  | Isidor Rieger | Johann Reiß       |                        |  |  |                  |  |  |                        |  |
|                  | Isidor Rieger | Maria Anna Rieger |                        |  |  |                  |  |  |                        |  |
| Maria Rieger     | Isidor Rieger |                   |                        |  |  |                  |  |  |                        |  |
|                  |               | Maria Tauber      | Anton Peter Peintner   |  |  |                  |  |  |                        |  |
|                  |               | Maria Tauber      | Anton Peter Peintner   |  |  |                  |  |  |                        |  |
|                  |               | Maria Tauber      | Elisabeth Maria Tauber |  |  |                  |  |  |                        |  |
|                  |               | Maria Tauber      |                        |  |  |                  |  |  |                        |  |

## Controversie
Secondo l'inchiesta terminata nel 2017 – condotta dall'avvocato Ulrich Weber su incarico della Chiesa cattolica per fare luce sullo scandalo delle violenze sui minori del coro di Ratisbona, emerso dopo alcune denunce a partire dal 2010 – tra il 1945 e il 1992 furono almeno 547 i bambini vittime di violenze fisiche, di cui almeno 67 anche sessuali.
Il rapporto scaturito dall'inchiesta ha identificato almeno 49 autori di violenze; alla conferenza stampa di presentazione del rapporto, Weber attribuì al maestro Ratzinger delle corresponsabilità, poiché gli si può rimproverare di essersi voltato dall'altra parte e di non essere intervenuto in merito alle violenze corporali di cui era a conoscenza, accadute durante il trentennio in cui fu alla guida del coro, mentre non esistono prove che fosse a conoscenza degli abusi sessuali.
Fin dal 2010, sia in un'intervista al Corriere della Sera sia rispondendo alla radio bavarese Bayerischer Rundfunk, Ratzinger dichiarò di non avere mai avuto notizia dei casi di abuso sessuale, e anche in seguito, nell'ambito dell'inchiesta, affermò di non avere capito che c'erano degli abusi di carattere sessuale. Inoltre in un'intervista del 2010 al giornale tedesco Passauer Neuen Presse, ammise di aver dato qualche schiaffo nei primi anni in cui fu direttore del coro, fino agli anni settanta, e chiese pubblicamente perdono per le violenze fisiche.